# Stephen Jay Berg
Stephen Jay Berg (Miles City, 3 marzo 1951) è un vescovo cattolico statunitense, dal 15 gennaio 2014 vescovo di Pueblo.

## Biografia
Stephen Jay Berg è nato a Miles City, nel Montana, il 3 marzo 1951 ed è il maggiore dei dieci figli di Connie e Jeanne Berg.

### Formazione e ministero sacerdotale
Ha frequentato le scuole cattoliche locali e nel 1969 si è diplomato presso la Sacred Heart High School di Miles City. Ha iniziato gli studi universitari presso la Gonzaga University e in seguito ha conseguito il Bachelor of Music in pianoforte presso l'Università del Colorado a Boulder nel 1973 e il Master of Music presso l'Università del Nuovo Messico orientale a Portales nel 1975. Ha insegnato musica al Tarrant County College di Fort Worth, in Texas, e poi ha lavorato nel settore dei vivai come commerciante al dettaglio per 14 anni.
Ha iniziato gli studi per il sacerdozio nel 1993 al seminario dell'Assunzione di San Antonio e li ha completati con un Master of Divinity presso la Oblate School of Theology della stessa città.
Il 12 dicembre 1998 è stato ordinato diacono per la diocesi di Fort Worth da monsignor Joseph Patrick Delaney. Il 15 maggio dell'anno successivo è stato ordinato presbitero da monsignor Joseph Leo Charron, vescovo di Des Moines, suo zio materno. In seguito è stato vicario parrocchiale della parrocchia di San Michele a Bedford dal 1999 al 2001; vicario parrocchiale della parrocchia di San Giovanni Apostolo a North Richland Hills dal 2001 al 2002; parroco delle parrocchie di Santa Maria a Henrietta, di San Giacomo a Bowie, di San Guglielmo a Montague e di San Giuseppe a Nocona dal 2002 al 2008; vicario generale e parroco della parrocchia di San Pietro Apostolo a Fort Worth dal 2008 al 2012; direttore spirituale presso il seminario "Santissima Trinità" a Dallas dal 2009; moderatore della curia dal 2010 al 2012; amministratore diocesano e amministratore parrocchiale della parrocchia del Santo Nome a Fort Worth dal 2012.
Nel 2012 è stato nominato prelato d'onore di Sua Santità.

### Ministero episcopale
Il 15 gennaio 2014 papa Francesco lo ha nominato vescovo di Pueblo. Ha ricevuto l'ordinazione episcopale il 27 febbraio successivo a dall'arcivescovo metropolita di Denver Samuel Joseph Aquila, co-consacranti il vescovo emerito di Des Moines Joseph Leo Charron e il vescovo di Colorado Springs Michael John Sheridan. Durante la stessa celebrazione ha preso possesso della diocesi.
Nel febbraio del 2020 ha compiuto la visita ad limina.
Oltre all'inglese, conosce lo spagnolo.

## Genealogia episcopale
La genealogia episcopale è:
- Cardinale Scipione Rebiba
- Cardinale Giulio Antonio Santori
- Cardinale Girolamo Bernerio, O.P.
- Arcivescovo Galeazzo Sanvitale
- Cardinale Ludovico Ludovisi
- Cardinale Luigi Caetani
- Cardinale Ulderico Carpegna
- Cardinale Paluzzo Paluzzi Altieri degli Albertoni
- Papa Benedetto XIII
- Papa Benedetto XIV
- Papa Clemente XIII
- Cardinale Marcantonio Colonna
- Cardinale Giacinto Sigismondo Gerdil, B.
- Cardinale Giulio Maria della Somaglia
- Cardinale Carlo Odescalchi, S.I.
- Cardinale Costantino Patrizi Naro
- Cardinale Lucido Maria Parocchi
- Papa Pio X
- Papa Benedetto XV
- Papa Pio XII
- Cardinale Francis Joseph Spellman
- Cardinale Terence James Cooke
- Vescovo Howard James Hubbard
- Arcivescovo Harry Joseph Flynn
- Arcivescovo Samuel Joseph Aquila
- Vescovo Stephen Jay Berg

## Araldica
| Stemma | Titolare                           | Descrizione |
|        | Stephen Jay Berg Vescovo di Pueblo | Partito: al primo d'argento, alla fascia ondata d'azzurro, al capo merlato di rosso, al cuore coronato d'oro, ferito di rosso, addestrato e sinistrato da due rose d'argento; al secondo, troncato in cappa: al I d'oro al giglio d'azzurro nascente, accostato da due foglie di palma di verde; al II d'azzurro, al bisante d'argento, bordato d'oro, raggiante di 28 raggi diritti dello stesso, caricato del chrismon dello stesso. Ornamenti esteriori da vescovo. Motto: "Thy will be done" ("Sia fatta la tua volontà"). |